# Medicolegalt ligsyn
Et medicolegalt ligsyn er det samme som et almindeligt ligsyn, men de tilstedeværende er politimesteren og embedslægen. Det anvendes i tilfælde, hvor det offentlige har indledt en undersøgelse i anledning af dødsfaldet.